# Голий Віктор Анатолійович
Ві́ктор Анато́лійович Го́лий (нар. 28 вересня 1981, Знам'янка, Кіровоградська область, Українська РСР — пом. 28 серпня 2014, Дебальцеве, Донецька область, Україна) — солдат Збройних сил України, доброволець, учасник російсько-української війни.

## Життєпис
Віктор Голий народився у Знам'янці на Кіровоградщині. Походить з давнього козацького роду. Прадід Костянтин Прокопович Голий, учасник національно-визвольних змагань періоду Холоднярської республіки, у серпні 1920 року 15-річним юнаком брав участь у знам'янському повстанні проти більшовиків та їхніх продзагонів. Від народження Віктор мав прізвище Голіков, пізніше відновив родове козацьке прізвище — Голий. Батько Віктора — Анатолій Голіков, за фахом учитель історії, пенсіонер МВС, очолює районну організацію «Просвіти» ім. Тараса Шевченка. Мати — вчитель початкових класів.
Віктор навчався в школі № 1 ім. Т. Г. Шевченка м. Знам'янка. 2003 року закінчив Центральноукраїнський державний педагогічний університет імені Володимира Винниченка за кваліфікацією «вчитель історії та географії», 2007-го — Дніпропетровський регіональний інститут державного управління Національної академії держуправління при Президентові України, кваліфікація «магістр державного управління». З 2007 до 2008 року працював у Дніпропетровській обласній державній адміністрації на різних посадах. З 2008 до 2009 року — вчителем історії у рідній школі № 1 в Знам'янці. З лютого 2010 року по травень 2013 року — на посаді методиста з питань туризму Знам'янського міського краєзнавчого музею.
Віктор був козаком Окремого Чорноліського полку ім. Козака Мамая. Член ВО «Свобода» з 2010 року. Один із засновників осередку ВО «Свобода» у Знам'янці, заступник голови Знам'янської районної організації. Окрім історії, захоплювався археологією. На професійному рівні займався краєзнавчо-пошуковою роботою, розробив екскурсійні маршрути «Козацькими стежками Чорного лісу», став співзасновником ГО «Туристично-краєзнавчий клуб „Чорнолісся“». Здобуті матеріали лягли в основу його наукової праці «Археологічна спадщина Знам'янщини». Здобув ІІ місце у категорії «Найкраще наукове дослідження» та диплом «Найкращий музей Кіровоградщини».
2012 року змінив прізвище з Голіков на Голий (історичне прізвище роду). У червні 2012 року побрався з Юлею Тукало.
В часі війни добровольцем пішов на фронт — рядовий, далекомірник зенітного розрахунку 4-ї роти 42-го батальйону територіальної оборони Кіровоградської області «Рух Опору» ЗС України.
Загинув у боях в районі Дебальцевого 28 серпня 2014 року. Віктор разом із бойовими товаришами супроводжував колону бойової техніки, вони потрапили у засідку. Ворожий снайпер пробив колесо автомобіля і смертельно поранив водія Миколу Сипченка. Розвернувши зенітну установку, бойовий розрахунок вступив у бій. Ведучи вогонь по супротивнику, хлопці встигли випустити по нападниках більше двохсот снарядів, завдавши їм чималих втрат. Взявши вогонь на себе, Віктор Голий загинув смертю Героя, врятувавши своїх бойових побратимів, які вирвалися з ворожої пастки.
5 вересня знам'янчани прощались зі своїм земляком. За останнім бажанням Віктора похований на кладовищі у селі Плоске Знам'янського району, звідки походить його родина, і де похований його прадід.
Залишилися батько Анатолій Миколайович, мама Олена Григорівна, молодший брат Сергій, дружина Юлія та син Мирослав 2013 р.н.

## Нагороди та відзнаки
- За особисту мужність і високий професіоналізм, виявлені у захисті державного суверенітету та територіальної цілісності України, вірність військовій присязі, відзначений — нагороджений орденом «За мужність» III ступеня (15.05.2015, посмертно)[2].
- 18 березня 2016 року сесія Знам'янської міської ради ухвалила рішення про присвоєння Віктору Голому звання «Почесний громадянин міста Знам'янка»[3].
- грамота відділу культури і туризму виконавчого комітету Знамянської міської ради (2011)
- диплом переможця за участь у І-му Центрально-Українському музейно-туристичному фестивалі — на теренах Заповідника-музею І. Тобілевича «Хутір Надія» (2012)
- Почесна грамота Знам'янського МРВ УМВС

## Вшанування пам'яті
- 26 вересня 2014 року в Кіровоградському обласному художньому музеї розгорнуто експозицію «Герої не вмирають!», яка приурочена пам'яті Віктора Голого[4].
- 27 лютого 2015 року в селі Плоске Знам'янського району на родовому будинку сім'ї Віктора Голого відкрито меморіальну дошку на його честь[5].
- 6 травня 2015 року в ЗШ І-ІІІ ступенів № 1 ім. Т. Г. Шевченка відбувся концерт-реквієм та мітинг, присвячений відкриттю меморіальної дошки випускнику школи, колишньому вчителю історії Віктору Голому[6].
- 27 серпня 2015 року у Знам'янці відкрито пам'ятну дошку на будинку, де мешкав Віктор. Ця вулиця носить назву — вулиця Віктора Голого[7].
- в квітні 2016-го на будівлі Володимирівської ЗОШ відкрито меморіальні дошки Віктору Ярмошевичу та Віктору Голому
- 1 червня 2017 року в районному краєзнавчому музеї у Знам'янці відбувся урок пам'яті, присвячений герою-земляку Віктору Голому[8].
- 13 жовтня 2017 року у Кропивницькому в приміщенні ОДА відкрито виставку, присвячену воїнові, краєзнавцеві Вікторові Голому[9].
- Його портрет розміщений на меморіалі «Стіна пам'яті полеглих за Україну» у Києві: секція 3, ряд 4, місце 14
- Вшановується 29 серпня на щоденному ранковому церемоніалі вшанування українських захисників, які загинули цього дня у різні роки внаслідок російської збройної агресії[10]

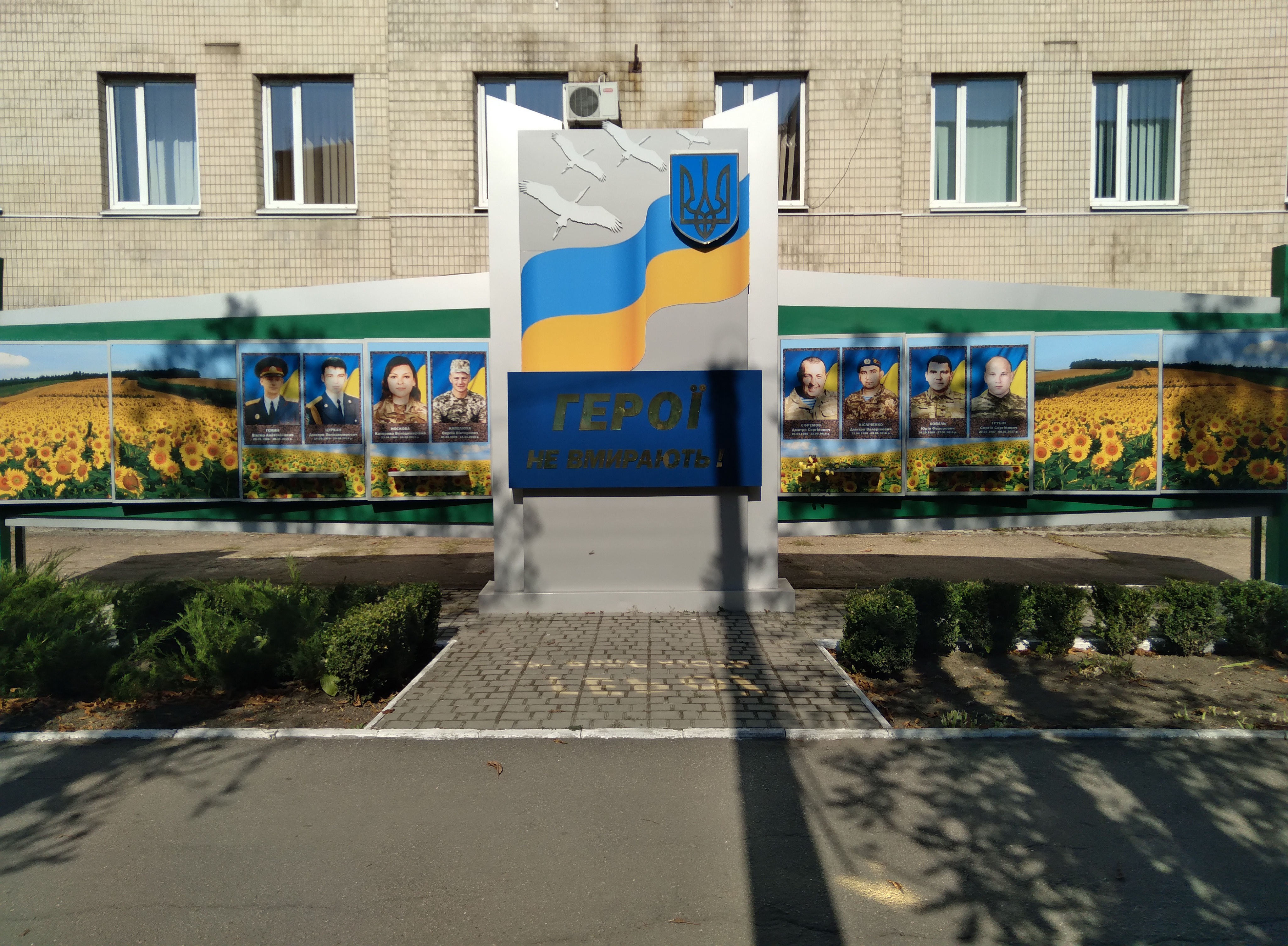
Пам'ятник Героям АТО (крайній ліворуч)

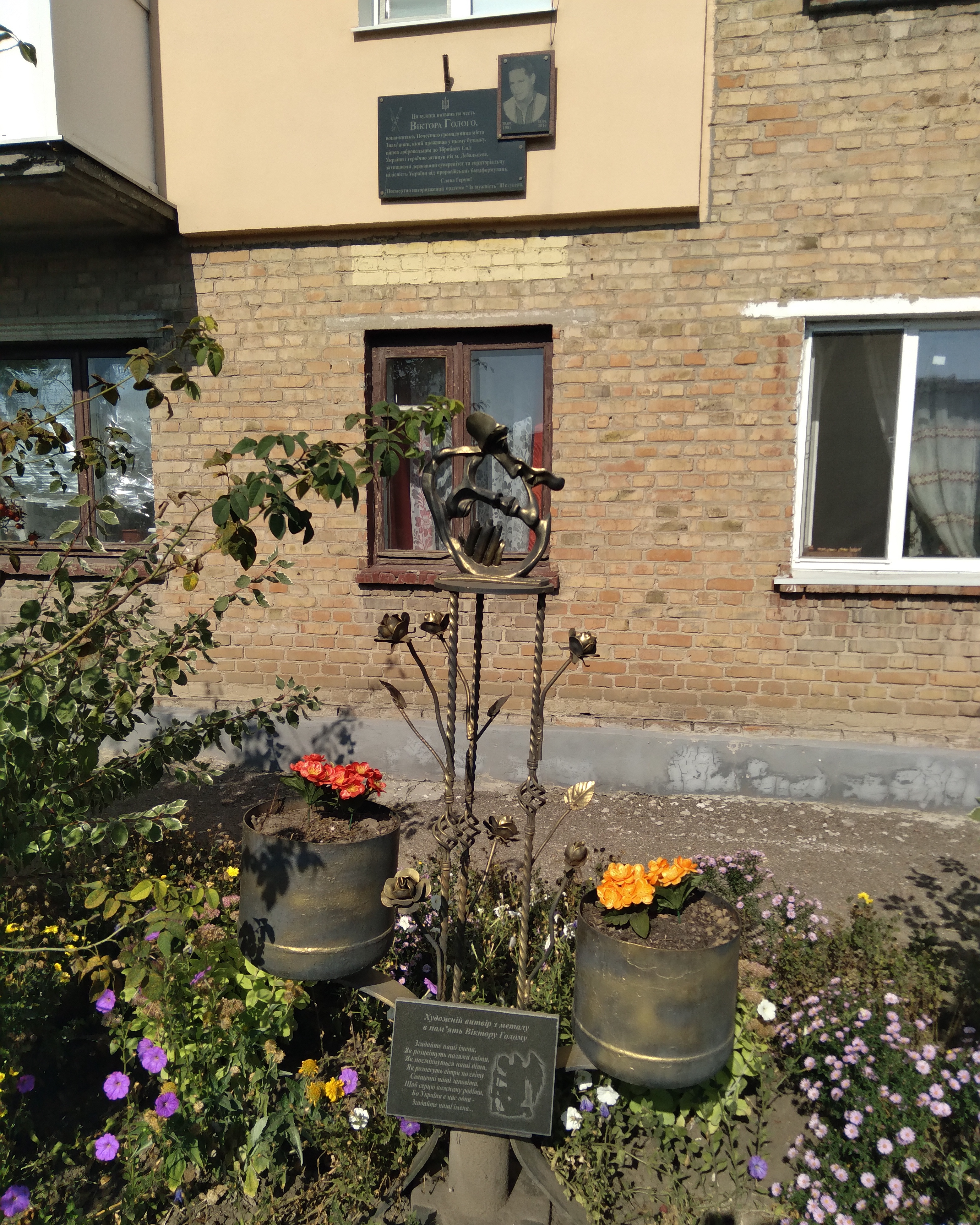
табличка на будинку де він жив